# Gerard Jakob De Geer

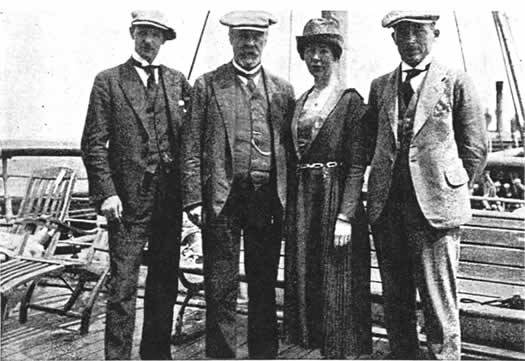
Ragnar Lidén, Gerard De Geer (zweiter von links), Ebba Hult De Geer und Ernst Antevs, 1920 in Nordamerika.

Gerard Jakob De Geer (* 2. Oktober 1858 in Stockholm; † 23. Juli 1943 ebenda) war ein schwedischer Geologe.

## Leben

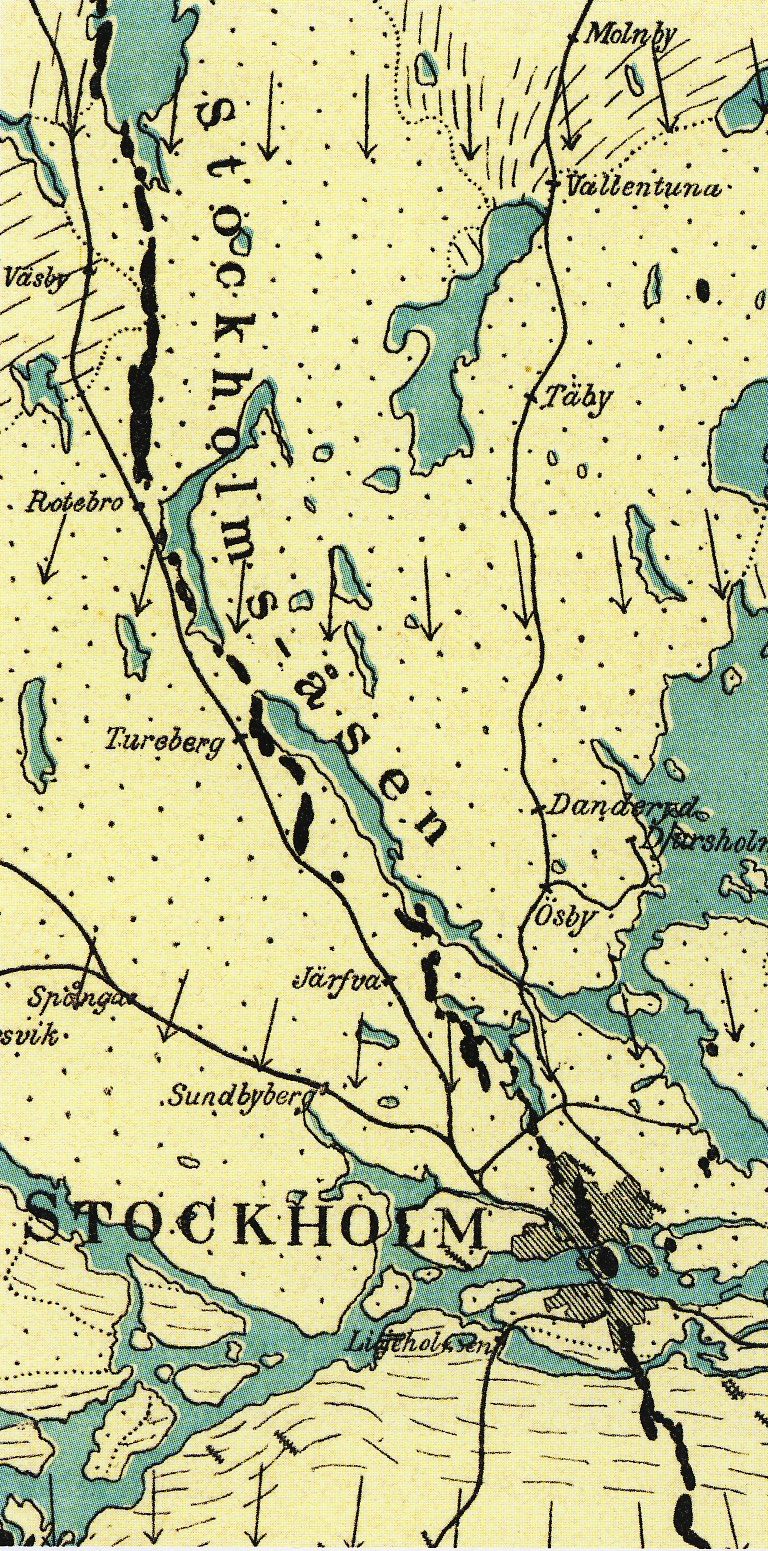
Ausschnitt aus einer Karte De Geers, hier Stockholmsåsen

De Geer studierte an der Universität Uppsala, wo er 1879 als Kandidat abschloss. Ab 1882 war De Geer als Assistent an der Schwedischen Geologischen Landesanstalt tätig, bevor er 1885 zum Geologe ernannt wurde. In dieser Funktion entdeckte er unter anderem ein Kalk- und Kaolinvorkommen am Ivö klack auf der südschwedischen Insel Ivö.
1893 erhielt er in Uppsala die Ehrendoktorwürde und wurde 1897 Dozent und von 1904 bis 1924 schließlich Professor für Geologie an der Universität Stockholm. Von 1900 bis 1905 war De Geer für die Liberala samlingsparti Mitglied der Zweiten Kammer des Schwedischen Reichstags. Ab 1902 war De Geer Mitglied der Königlich Schwedischen Akademie der Wissenschaften, ab 1918 Mitglied der Königlichen Physiographischen Gesellschaft in Lund, ab 1921 Ehrenmitglied der Kungliga Vitterhets Historie och Antikvitets Akademien sowie ab 1922 Mitglied der Königlichen Gesellschaft der Wissenschaften in Uppsala und korrespondierendes Mitglied der Preußischen Akademie der Wissenschaften. 1925 wurde er auch Ehrenmitglied der damaligen Sowjetischen Akademie der Wissenschaften.
De Geer hat sich auch als Kartograf von Spitzbergen einen Namen gemacht. Er organisierte und begleitete Expeditionen in den Jahren 1882, 1896, 1899, 1901, 1908 und 1910 zur Inselgruppe.
Zusammen mit seiner zweiten Frau Ebba Hult De Geer, die er im Jahr 1908 heiratete, betrieb er geochronologischen und paläoklimatologischen Forschungen zur Erstellung einer globalen Klimageschichte.
Der Geologe Sten De Geer war Gerards Sohn aus erster Ehe.

## Wirken
1924 gründete De Geer das Geochronologische Institut in Stockholm. Im Zuge seiner Forschungen begründete er die Warvenchronologie. Mit dieser Methode (Zählung der Bänder- oder Warventonschichten) wies er 1912 nach, dass sich der Eisrückgang in Skandinavien innerhalb von 5000 Jahren vollzog.
1920 wurde er mit der Wollaston-Medaille der Geological Society of London ausgezeichnet.

## Werke (Auswahl)
- Några ord om bergarterna på Åland och flyttblocken derifrån (1881)
- Om lagerföljden inom nordöstra Skånes kritformation (1881)
- Om den skandinaviska landisens andra utbredning (1884)
- Om kaolin och andra vittringsrester inom Kristianstadsområdets kritsystem (1885)
- Om ett konglomerat inom urberget vid Vestanå i Skåne (1886)
- Om vindnötta stenar (1886)
- Om Barnakällegrottan, en ny kritlokal i Skåne (1887)
- Om isdelarens läge under Skandinaviens begge nedisningar (1888)
- Quaternary Changes of Level in Scandinavia (1891)
- On Pleistocene Changes of Level in Eastern North America (1892)
- Beskrifning till geologisk jordartskarta över Hallands län (1893)
- Om strandliniens förskjutning vid våra insjöar (1893)
- Om kvartära nivåförändringar vid Finska viken (1894)
- Om Skandinaviens geografiska utveckling efter istiden (1896)
- Om rullstensåsarnas bildningssätt (1897)
- Stockholmstraktens geologi (1897)
- Om den senkvartära landhöjningen kring Bottniska viken (1898)
- Om algonkisk bergveckning inom Fennoskandias randzon (1899)
- Om det svenskryska gradmätningsnätets framförande över södra och mellersta Spetsbergen (1900)
- Om östra Spetsbergens glaciation under istiden (1900)
- Rapport om den svenska gradmätningsexpeditionen till Spetsbergen sommaren 1901 (1902)
- Bidrag till istidens kronologi och klimatlära (1905)